# 船渡佐輔

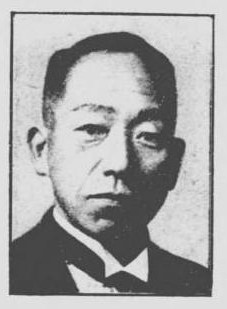
船渡佐輔

船渡 佐輔（ふなど さすけ、1888年7月26日 - 1949年6月30日）は、日本の政治家。衆議院議員（1期）。

## 経歴
岐阜県武儀郡、後の洞戸村（現関市）出身。1910年早稲田大学商科卒。農業及び山林業を営む。洞戸村長、洞戸郵便局長、関町会議員、岐阜県会議員となる。ほかに岐阜県水産会長、岐阜県貨物自動車運送事業組合理事長を務める。
1942年の第21回衆議院議員総選挙では岐阜1区(当時)から翼賛政治体制協議会の推薦を受けて当選する。戦後は日本進歩党に入ったが、推薦議員のため公職追放となった。追放中の1949年死去。（死去後の1951年に追放解除。）